# دانييلا سيغيل
دانييلا سيغيل (بالإسبانية: Daniela Valeska Seguel Carvajal)‏ مواليد 15 نوفمبر 1992 في سانتياغو، هي لاعبة كرة مضرب تشيلية وتحتل حالياً المرتبة 287 (21 مارس 2016) في تصنيف رابطة محترفات كرة المضرب. أعلى تصنيف لها في الفردي كان 257. أعلى تصنيف لها في الزوجي كان 110.

## النهائيات

### الفردي
| الحصيلة | الرقم | التاريخ       | الدورة             | الأرضية | المنافس            | النتيجة            |
| ------- | ----- | ------------- | ------------------ | ------- | ------------------ | ------------------ |
| الوصافة | 1.    | 19 يوليو 2010 | لاباز، بوليفيا     | ترابية  | كارين كاستيبلانكو  | 4–6, 3–6           |
| الفوز   | 1.    | 18 أبريل 2011 | كوردوبا، الأرجنتين | ترابية  | فيرونيكا سبيد رويج | 7–6(7–4), 0–6, 6–4 |

## روابط خارجية
- دانييلا سيغيل على موقع رابطة محترفات التنس (الإنجليزية)
- دانييلا سيغيل على موقع الاتحاد الدولي لكرة المضرب (الإنجليزية)
- دانييلا سيغيل على موقع كأس بيلي جين كينغ (الإنجليزية)
- دانييلا سيغيل على موقع خلاصة التنس.كوم (الإنجليزية)
- دانييلا سيغيل على موقع إي إس بي إن.كوم (الإنجليزية)